# Kuwana
Kuwana (japanisch 桑名市, -shi) ist eine Stadt in der japanischen Präfektur Mie.

## Geografie
Kuwana liegt südwestlich von Nagoya und nördlich von Yokkaichi an der Ise-Bucht.

## Geschichte

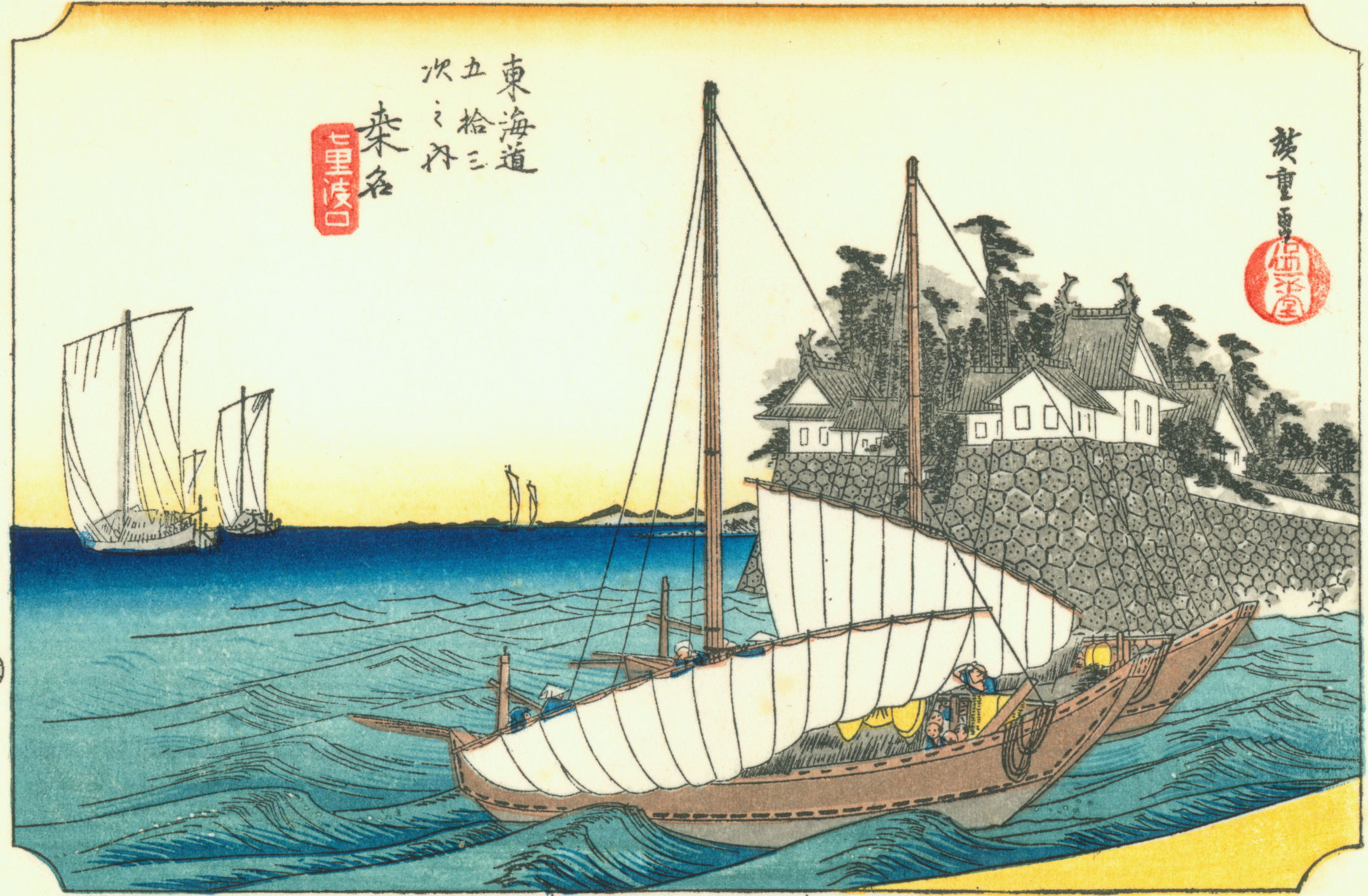
Kuwana, Farbholzschnitt von Hiroshige in der Serie Die 53 Stationen des Tōkaidō (Hoeidō-Ausgabe), um 1835

Kuwana ist eine alte (Frühe Neuzeit) Burgstadt, in der zuletzt die Hisamatsu residierten und über das Fürstentum Kuwana (桑名藩 Kuwana-han) mit einem Einkommen von 100.000 Koku aus Territorien in mehreren Landkreisen von Ise und Echigo herrschte. Zugleich war Kuwana während der Edo-Zeit eine Poststation (宿場町, Shukuba-machi) der Tōkaidō.
In der hier beschriebenen Ausdehnung entstand die Stadt Kuwana 2004 in einer „Neugründungsfusion“ (shinsetsu gappei) der seit 1937 bestehenden alten Stadt Kuwana (桑名市 Kuwana-shi) mit der Stadt Tado (多度町 Tado-chō) und der Stadt Nagashima (長島町 Nagashima-chō) aus dem Kreis Kuwana (桑名郡 Kuwana-gun). Vor 1937 gab es die alte (19. Jahrhundert) Stadt Kuwana (桑名町 Kuwana-chō) im Kreis Kuwana von Mie bzw. des alten (Altertum) Ise im Reichskreis (-dō) Tōkai.

## Sehenswürdigkeiten
- Burg Kuwana
- Nabana no Sato (Blumenpark)[1][2]

## Verkehr
Straße:
- Nationalstraße 1, Richtung Tokio oder Kyōto
- Tōkaidō

Zug:
- JR Kansai-Hauptlinie
- Kintetsu Nagoya-Linie
- Yōrō Tetsudō Yōrō-Linie

## Söhne und Töchter der Stadt
- Tatsumi Naofumi (1845–1907), General
- Taizo Kato (1887–1924), japanisch-amerikanischer Fotograf
- Toshihiko Seko (* 1956), Langstreckenläufer
- Tsugio Matsuda (* 1979), Automobilrennfahrer
- Gakuji Ōta (* 1990), Fußballspieler
- Kai Miki (* 1993), Fußballspieler

## Angrenzende Städte und Gemeinden
- Präfektur Mie
  - Yokkaichi
  - Inabe
  - Kisosaki
  - Tōin
  - Asahi
  - Kawagoe
- Präfektur Aichi
  - Aisai
  - Yatomi
- Präfektur Gifu
  - Kaizu

## Galerie

Wappen der alten (20. Jahrhundert), 1937–2004 bestehenden Stadt Kuwana
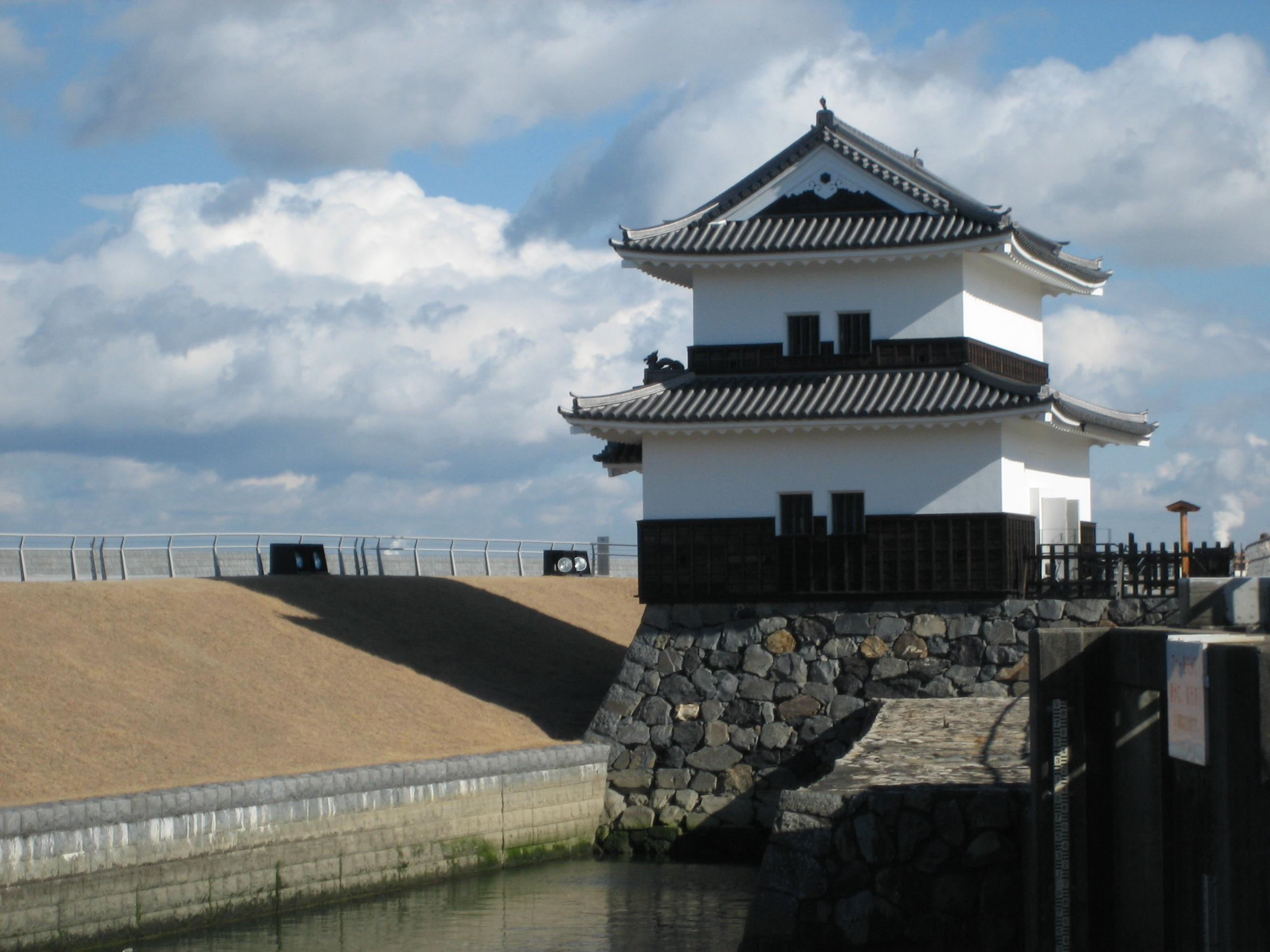
Burg Kuwana
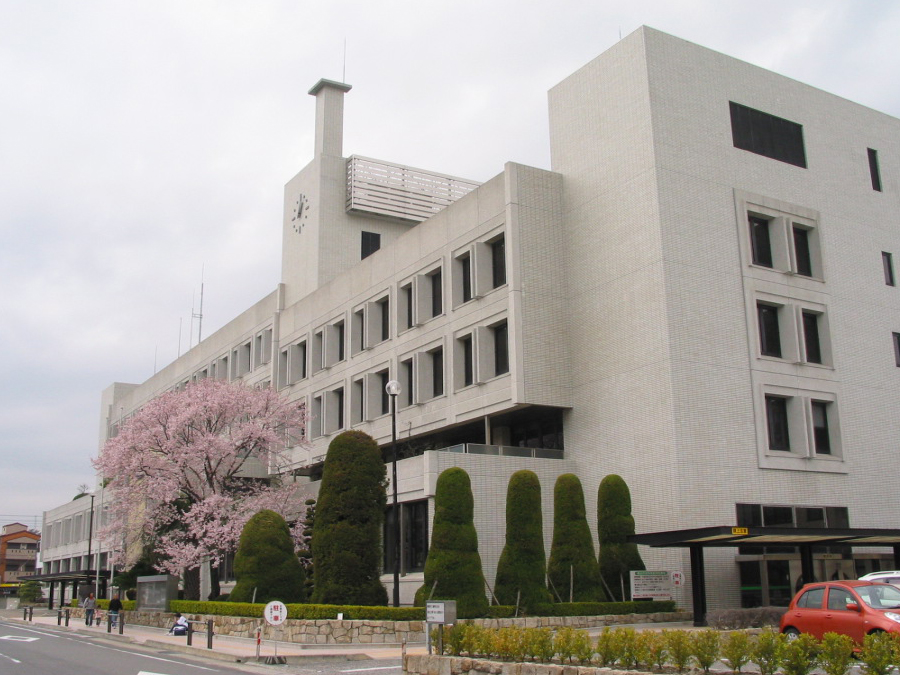
Rathaus von Kuwana
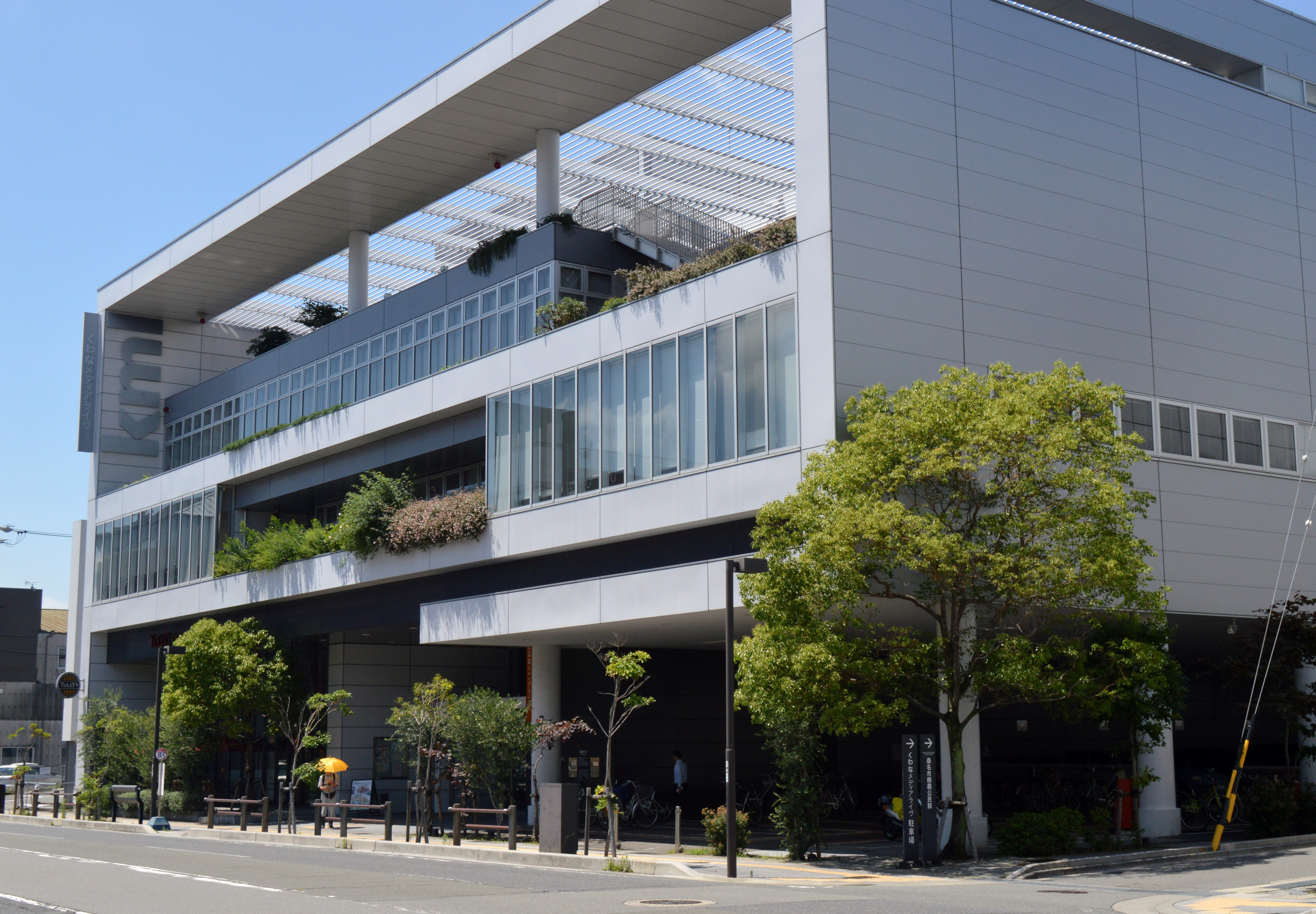
Kuwana Media Live, in dem sich die Zentralbibliothek der Stadt Kuwana befindet